# Jochen Großmann
Jochen Großmann (* 4. Mai 1958 in Dresden) ist ein deutscher Wirtschaftsmanager sowie von 2006 bis 2015 Honorarprofessor an der BTU Cottbus bzw. der BTU Cottbus-Senftenberg.

## Studium
Großmann studierte von 1978 bis 1982 die Fachrichtungen thermischer und hydraulischer Maschinenbau und Informationsverarbeitung an der TU Dresden und promovierte 1985 als Dr.-Ing. auf Gebiet der Automatisierung von Kernkraftwerken. 1989 erfolgte die Habilitation zum Thema der komplexen energetischen und ökologischen Bewertung verfahrenstechnischer Prozesse. 1989 wurde Jochen Großmann die Leitung des Fachbereichs Umweltschutz am ORGREB-Institut für Kraftwerke übertragen. In dieser Funktion arbeitet er an einem Luftreinhaltesystem für Dresden.

## Berufsleben
Großmann war Mitbegründer der 1990 gegründeten Großmann & Partner GmbH. Nach seinem Ausscheiden aus der Gesellschaft im Jahr 1994 gründete er die GICON Großmann Ingenieur Consult GmbH. Als geschäftsführender Gesellschafter war er maßgeblich an den Altlastensanierungen im ostdeutschen Raum, der Erforschung und Erprobung neuer Biogas-Verfahren und an der Entwicklung des ersten schwimmenden Offshore-Fundaments für Windenergieanlagen in Deutschland (GICON-SOF) beteiligt. Seit Januar 2020 ist er Vorsitzender der Geschäftsleitung der GICON-Gruppe, einem Unternehmensverbund mehrerer unabhängig agierender Ingenieurdienstleister. Die GICON-Gruppe hat rund 600 Beschäftigte an 22 Standorten in fünf Ländern. Unter seiner Leitung erreichte die GICON-Großmann Ingenieur Consult GmbH im Jahr 2023 den zweiten Platz im Ranking der innovativsten Unternehmen Deutschlands.
Großmann ist öffentlich bestellter Sachverständiger im Immissionsrecht u. a. nach § 29 a BImSchG sowie nach § 29 b BImSchG.
Darüber hinaus ist Großmann Mitglied in verschiedenen Fachverbänden in Deutschland. Weiterhin ist er Mitglied im DIN-Normenausschuss für Schaum- und Pulverlöschanlagen.
2023 bis 2024 betrieb die GICON-Gruppe in Schipkau (Brandenburg) mit 300 Metern Höhe den höchsten Windmessmast der Welt. Der Windmessmast legt den Grundstein für die Entwicklung von Höhenwindrädern, welche mit Nabenhöhen von 300 Metern die deutlich besseren Windverhältnisse in diesen Höhen nutzen können. Ende 2024 wurde der Windmessmast in Jüchen neben der Autobahn 44 am Tagebau Garzweiler aufgestellt und in Betrieb genommen. Seit mehr als zehn Jahren arbeitet die GICON an einem Konzept eines teleskopierbaren Gittermastturms (GICON–HWT). Infolge dieser Vorentwicklungen konnte im Jahr 2019 GICON einen ersten Durchbruch erreichen und erhielt vom Bundesministerium für Wirtschaft (BMWi) eine Förderung für die Weiterentwicklung des GICON–HWT (Entwicklung teleskopartiger Turmstrukturen zur Nutzung gesteigerter Windertragspotenziale in sehr großen Höhen (GICON–Höhenwindturm – HWT)). Am 19. September 2024 wurde der Grundstein für die größte Windkraftanlage der Welt gelegt. Gefördert wird das Projekt durch die Beventum GmbH, eine Tochtergesellschaft der Bundesagentur für Sprunginnovationen (SPRIND).  2026 soll der Betrieb aufgenommen werden und Strom für rund 6.000 Haushalte liefern.
Unter der Führung von Großmann leitet GICON als Konsortialführer die Errichtung einer Pilotanlage zur energetischen Verwertung organischer Abfälle im Großraum Paris. Die Anlage, beauftragt von den Pariser Entsorgungsverbänden Syctom und SIAAP, wandelt biogene Abfallstoffe mit hoher Effizienz in Biogas in Erdgasqualität um und ermöglicht zugleich die Rückgewinnung von Nährstoffen wie Stickstoff und Phosphor. In Kooperation mit Partnern wie Tilia SAS, Fraunhofer IGB, DBFZ und France Biogaz Valorisation trägt das Projekt zur Entwicklung nachhaltiger Abfallwirtschaftskonzepte für Ballungsräume bei.

### Lehre
Ab 2000 war er als Lehrbeauftragter an der BTU Cottbus tätig, die Universität verlieh ihm 2006 für „herausragende Verdienste um die BTU Cottbus“ eine Honorarprofessur für Management von Umwelt- und Sanierungsprojekten. Ende Januar 2015 gab er die Honorarprofessur zurück.
Im Rahmen seiner weiteren Ingenieurstätigkeiten wurde Großmann 2017 zum Gastprofessor des Szewalski-Instituts der polnischen Akademie der Wissenschaften (IMP PAN) für den Bereich „System der physikalischen Aspekte der Ökoenergie“ berufen.
Weiterhin ist er Referent internationaler Konferenzen und Seminare, unter anderem des Bundesverbandes für WindEnergie.
In seiner wissenschaftlichen und beruflichen Laufbahn hat Großmann über 200 Veröffentlichungen auf den Gebieten Umweltschutz, Energie, Altlastensanierung, Sicherheitstechnik und Automatisierungstechnik getätigt.

### Patente
Jochen Großmann ist Inhaber von 29 weltweiten Patenten. Darunter zählen Erfindungen in den  Bereichen schwimmender Gründungen für Offshore-Windenergieanlagen, der Sanierung von Altlasten und des Grundwassers sowie zur Thematik der Methanisierung von Gasen mittels Rieselbettreaktoren. Zu seinen aktuellen Erfindungen zählen ein Patent für schwimmende Gründungen eines Brückenpfeilers und ein Patent für einen Gittermast als Turm einer Windkraftanlage.

### Flughafen Berlin
Im April 2013 wurde Großmann durch Hartmut Mehdorn zunächst mit dem Management der Entrauchungsanlage am Flughafen Berlin Brandenburg (BER) betraut und war zwischenzeitlich für die gesamte Planungskoordination des BER zuständig. Die technischen Probleme mit der Brandschutzanlage, die intern "das Monster" genannt wurde, hat die Flughafengesellschaft mit dem Konzept gelöst, dass die GICON entwickelt hat.

## Soziales Engagement
Großmann ist privat engagiert für den Verein Rollimaus e.V. – einen Verein aus Dresden, der sich intensiv um körperbehinderte und chronisch kranke Kinder kümmert. Ein Fußballturnier zwischen dem Verein und der Gicon findet jährlich statt.

## Auszeichnungen
- 2007: 2. Platz des Technologietransfer-Preises Brandenburg
- 2014: 2. Platz bei Sachsens Unternehmer des Jahres[31]

## Schriften
- Inventarisierung von Grundwasserschäden und deren Beurteilung in Großprojekten „Ökologische Altlasten“ der neuen Bundesländer: Forschungsbericht 20023250. Umweltbundesamt, 2003.
- Schadstoffaustragungsverhalten von Chemiealtablagerungen am Beispiel der Altdeponie „Grube Antonie“ in Bitterfeld: Untersuchung und Beurteilung der Ergebnisse einschließlich Ableitung einer Methodik zur Ermittlung und Bewertung des Schadstoffaustragsverhaltens. Band 119 von Schriftenreihe des Vereins für Wasser-, Boden- und Lufthygiene, 2006.